# Nezim Frakulla
Nezim Frakulla, född ca. 1680 i en by i Fier i Albanien, död 1760, var en albansk-bektashi poet, verksam större delen av sitt liv i staden Berat. Han skrev på albanska med arabiskt skrift.